# Parenica
Parenica je tradiční slovenský poloměkký, nezrající, středně tučný, pařený ovčí sýr s velmi jemnou chutí. Charakteristická je svým tvarem stočené stuhy. Podobně jako oštiepok má smetanovou až žlutou barvu, povrch je zlatožlutý až žlutohnědý.

## Druhy parenic
- Uzené
- Neuzené
- Ochucené

## Výroba
Parenica je jemný ovčí sýr, vyrobený ze zakysaného ovčího hrudkového sýra. Postup při výrobě parenic:
- ovčí sýr se nechá vykysnout, při teplotě 20–25 °C vykysne za 24–40 hodin a tím se za tepla stane tvárným.
- sýřenina se krájí na tenké pásky, které se mísí v misce s teplou vodou (63–65 °C),
- vymísené kousky se stlačí do většího kusu, který se v dlani stlačuje, postupně se vytahuje a po vytáhnutí se skládá (vytahovaní a skládání se 2–3krát opakuje),
- poskládaný pás se vytáhne do žlábku formovací desky a vyformuje,
- po vyformování se pás vloží na 3–5 minut do slaného roztoku,
- vysolený pás se přeloží na polovinu a z obou konců se svine do tvaru plného S,
- po převázaní sýrovým provázkem se suší, utírá a mírně přiudí ve studeném dýmu.

## Složení parenice
Parenica obsahuje asi 53 % sušiny, 20-25 % tuku v sušině, 22-25 % bílkovin a asi 4,5 % popelovin.